# Еглмон
Еглмон (фр. Aiglemont) насеље је и општина у североисточној Француској у региону Шампања-Ардени, у департману Ардени која припада префектури Шарлвил Мезјер.
По подацима из 2011. године у општини је живело 1627 становника, а густина насељености је износила 183,84 становника/km². Општина се простире на површини од 8,85 km². Налази се на средњој надморској висини од 245 метара.

## Демографија
| 1962. | 1968. | 1975. | 1982. | 1990. | 1999. | 2011. |
| ----- | ----- | ----- | ----- | ----- | ----- | ----- |
| 962   | 1.304 | 1.645 | 1.614 | 1.804 | 1.733 | 1.627 |

График промене броја становника у току последњих година